# Noah Baumbach
Noah Baumbach (* 3. září 1969 Brooklyn, New York) je americký filmový režisér a scenárista. Jeho otcem byl romanopisec a novinář Jonathan Baumbach, matkou kritička Georgia Brown. V roce 1991 dokončil studium na Vassar College a následně krátce pracoval jako posel pro časopis The New Yorker. Svůj první snímek Kopanec a křik natočil v roce 1995. Mezi jeho další filmy patří například Svatba podle Margot (2007), Frances Ha (2012) a Mistress America (2015). V letech 2005–2013 byla jeho manželkou herečka Jennifer Jason Leigh.